# Steve Johnson (teniszező)
Steve Johnson (Orange, Kalifornia, 1989. december 24. –) amerikai hivatásos teniszező. Karrierje során 4 egyéni és 1 páros ATP tornán diadalmaskodott. A 2016-os riói olimpián Jack Sockkal az oldalán bronzérmet szerzett párosban.

## ATP-döntői

### Egyéni

#### Győzelmei (4)
| Összesítés                                            | Összesítés |
| ----------------------------------------------------- | ---------- |
| Grand Slam-torna                                      | (0)        |
| ATP World Tour Masters 1000 / ATP Masters Series      | (0)        |
| ATP World Tour 500 Series / International Series Gold | (0)        |
| ATP World Tour 250 Series / International Series      | (4)        |
| ATP World Tour Finals / Tennis Masters Cup            | (0)        |

|   | Dátum             | Torna                                                         | Borítás | Ellenfél a döntőben | Eredmény a döntőben |
| 1 | 2016. június 25.  | Aegon Open Nottingham, Nottingham                             | Fű      | Pablo Cuevas        | 7-6(5), 7-5         |
| 2 | 2017. április 16. | Fayez Sarofim & Co. US Men’s Clay Court Championship, Houston | Salak   | Thomaz Bellucci     | 6-4, 4-6, 7-6(5)    |
| 3 | 2018. április 15. | Fayez Sarofim & Co. US Men’s Clay Court Championship, Houston | Salak   | Tennys Sandgren     | 7-6(2), 2-6, 6-4    |
| 4 | 2018. július 22.  | Dell Technologies Hall of Fame Open, Newport                  | Fű      | Ramkumar Ramanathan | 7-5, 3-6, 6-2       |

#### Elveszített döntői (2)
|   | Dátum             | Torna                             | Borítás    | Ellenfél a döntőben | Eredmény a döntőben |
| 1 | 2015. október 25. | Erste Bank Open 500, Bécs         | Kemény (f) | David Ferrer        | 6-4, 4-6, 5-7       |
| 2 | 2015. október 25. | Winston-Salem Open, Winston-Salem | Kemény     | Danyiil Medvegyev   | 4-6, 4-6            |

### Páros

#### Győzelmei (1)
|   | Dátum           | Torna                                 | Borítás | Partner     | Ellenfelek a döntőben      | Eredmény a döntőben |
| 1 | 2016. május 21. | Banque Eric Sturdza Geneva Open, Genf | Salak   | Sam Querrey | Raven Klaasen / Rajeev Ram | 6-4, 6-1            |

#### Elvesztett döntői (3)
|   | Dátum             | Torna                      | Borítás    | Partner       | Ellenfelek a döntőben                   | Eredmény a döntőben |
| 1 | 2014. július 27.  | BB&T Atlanta Open, Atlanta | Kemény     | Sam Querrey   | Vasek Pospisil / Jack Sock              | 3–6, 7–5, [5–10]    |
| 2 | 2016. február 14. | Memphis Open, Memphis      | Kemény (f) | Sam Querrey   | Mariusz Fyrstenberg / Santiago González | 4–6, 4–6            |
| 3 | 2017. február 19. | Memphis Open, Memphis      | Kemény (f) | Ryan Harrison | Brian Baker / Nikola Mektic             | 3–6, 4–6            |

## Eredményei Grand Slam-tornákon
| Grand Slam | Australian Open | Australian Open    | Roland Garros | Roland Garros      | Wimbledon | Wimbledon             | US Open       | US Open               |
| Év         | Eredmény        | Utolsó ellenfél    | Eredmény      | Utolsó ellenfél    | Eredmény  | Utolsó ellenfél       | Eredmény      | Utolsó ellenfél       |
| 2010       | -               | -                  | -             | -                  | -         | -                     | Selejtező (1) | Selejtező (1)         |
| 2011       | -               | -                  | -             | -                  | -         | -                     | 1.kör         | Alex Bogomolov Jr.    |
| 2012       | -               | -                  | -             | -                  | -         | -                     | 3.kör         | Richard Gasquet       |
| 2013       | 1.kör           | Nicolás Almagro    | 1.kör         | Albert Montañés    | 1.kör     | Bobby Reynolds        | 1.kör         | Tobias Kamke          |
| 2014       | 1.kör           | Adrian Mannarino   | 2.kör         | Jack Sock          | 1.kör     | Roberto Bautista Agut | 1.kör         | Itó Tacuma            |
| 2015       | 3.kör           | Nisikori Kei       | 3.kör         | Stanislas Wawrinka | 2.kör     | Grigor Dimitrov       | 1.kör         | Fabio Fognini         |
| 2016       | 3.kör           | David Ferrer       | 1.kör         | Fernando Verdasco  | 4.kör     | Roger Federer         | 2.kör         | Juan Martín del Potro |
| 2017       | 2.kör           | Stanislas Wawrinka | 3.kör         | Dominic Thiem      | 3.kör     | Marin Čilić           | 2.kör         | Kyle Edmund           |
| 2018       | 1.kör           | Denis Kudla        | 3.kör         | Marin Čilić        | 1.kör     | Ruben Bemelmans       | 2.kör         | Dominic Thiem         |

## Év végi világranglista-helyezései
| Év       | 2008 | 2009 | 2010 | 2011 | 2012 | 2013 | 2014 | 2015 | 2016 | 2017 |
| Helyezés | 1572 | 1046 | 636  | 369  | 175  | 156  | 37   | 32   | 33   | 44   |

## Győzelmei top 10-es játékos ellen évenként
| Szezon    | 2016 | 2017 | 2018 |
| Győzelmek | 2    | 1    | 1    |

### Győzelmei top 10-es játékos ellen részletesen
|      | Ellenfél           | Ranglista | Torna                                                | Borítás | Forduló     | Eredmény            |
| 2016 |                    |           |                                                      |         |             |                     |
| 1.   | Richard Gasquet    | 10        | AEGON Championships                                  | Fű      | 1. kör      | 7–6(2), 6–2         |
| 2.   | Jo-Wilfried Tsonga | 10        | Western & Southern Open                              | Kemény  | 3. kör      | 6–3, 7–6(6)         |
| 2017 |                    |           |                                                      |         |             |                     |
| 3.   | Dominic Thiem      | 7         | Rakuten Japan Open Tennis Championships              | Kemény  | 1. kör      | 4–6, 7–6(5), 6–4    |
| 2018 |                    |           |                                                      |         |             |                     |
| 4.   | John Isner         | 9         | Fayez Sarofim & Co. US Men’s Clay Court Championship | Salak   | Negyeddöntő | 7–6(4), 4–6, 7–6(5) |